# Победители (партизанский отряд)
«Победители» — советский партизанский разведывательно-диверсионный отряд, действовавший с июня 1942 года по март 1944 года на территории Ровенской и Львовской областей, временно оккупированных немецкими войсками.

## История
Личный состав отряда, сформированного из бойцов Отдельной мотострелковой бригады особого назначения войск НКВД (ОМСБОН), был переброшен в немецкий тыл несколькими группами:
1. 29 мая 1942 года в Житомирской области была сброшена первая группа из 14 бойцов под командованием лейтенанта госбезопасности Александра Творогова. Изначально группу планировалось высадить в Мозырских лесах в районе деревни Мухоеды, но из-за ошибки пилотов группа была сброшена в 300 км от условленного места. После высадки группа отправила радиограмму о приземлении, но вскоре была выдана местным населением (которое не предупредили о прибытии группы), окружена и уничтожена противником (кроме 2-х бойцов, сумевших впоследствии примкнуть к партизанам)[2];
2. Вторая группа, которой командовали старший лейтенант госбезопасности Фёдор Пашун и старший лейтенант госбезопасности Владимир Фролов, приземлилась успешно (но также ошибочно сброшена вне назначенного места) и начала движение к точке сбора, но сообщить об этом не смогла, поскольку их радиостанция вышла из строя[3]. Позже выяснилось, что группа Пашуна и Фролова была сброшена над станцией Хойники. В июле 1942 она соединилась на марше с группой Медведева;
3. Чтобы избежать повторения ошибок с высадкой групп, было решено последующие десанты сбрасывать на базу ранее заброшенной группы В. В. Кочеткова, которая обосновалась в районе станции Толстый Лес на бездействующей на тот момент железной дороге Чернигов — Овруч. На данную местность была заброшена третья группа под командованием комиссара С. Т. Стехова, которая вскоре вышла к Кочеткову[4];
4. 20 июня 1942 года группа под командованием Д. Н. Медведева также была десантирована у станции Толстый Лес[5].

После приземления 23 июня отряд начал 200-километровый переход к месту постоянной дислокации на территории Ровенской области. 27 июня 1942 года произошёл первый бой, в котором партизаны разгромили отправленный на их уничтожение карательный отряд. В бою были уничтожены свыше 40 гитлеровцев, захвачены несколько ручных пулемётов, другое оружие, патроны и иные трофеи. В этом бою погибли двое «медведевцев» (младший лейтенант Анатолий Капчинский и Семён Прохоров) и несколько получили ранения. Уже во время марша к отряду присоединились бойцы группы Пашуна и Фролова. Первой крупной операцией стал разгром фольварка «Алябин» в Клесовском районе, который принадлежал начальнику гестапо города Сарны майору Рихтеру. Отряд из 25 партизан окружил фольварк, разоружил охранников, взял двух пленных (управляющего поместьем и немецкого осведомителя) и вывез обоз с продовольствием и стадо коров. Часть продуктов и коров партизаны передали крестьянам.
В дальнейшем численность отряда начала увеличиваться за счёт местных жителей. Первым в отряд вступил небольшой партизанский отряд, который создал председатель колхоза им. Коминтерна В. Д. Мазур («батька Василь»), а затем группа поляков, которой руководил Юзеф Курьята. Началось создание разветвлённой разведывательной сети. В ночь с 24 на 25 августа 1942 года в Ракитнянские леса была сброшена ещё одна группа парашютистов, в состав которой входили Николай Гнидюк, Борис Сухенко и Николай Приходько. К моменту их прибытия в отряде Медведева уже насчитывалось около ста человек.
Под руководством Д. Н. Медведева была создана специальная группа разведчиков, в которую вошли А. А. Лукин и В. Г. Фролов. Разведчики отряда установили контакты с несколькими партизанскими и подпольными группами:
- с подпольной группой в Сарнах, которой руководил начальник станции Мурад Фидаров[11];
- с подпольной группой в Здолбунове, которой руководил старшина транспортной милиции Дмитрий Красноголовец[11];
- в Ровно была установлена связь с офицером довоенной польской армии Мечиславом Стефаньским, который привлёк к антифашистской деятельности ещё нескольких поляков[12].

Осенью 1942 года командование отряда вело переговоры о совместных действиях против немцев с руководством УПА-ПС в лице Тараса Боровца-«Бульбы». 16 сентября 1942 года в селе Бельчанки-Глушков состоялась первая встреча комиссара отряда А. А. Лукина с Т. Боровцом-Бульбой. Стороны договорились о нейтралитете, но перейти к активным боевым действиям против немцев Т. Бульба отказался, сообщив, что ему необходимо «скоординировать свои действия с центром».
17 сентября 1942 года бойцы отряда встретились в лесу с партизанами из отряда Струтинских (который возглавляли В. С. Струтинский и его сын Н. В. Струтинский). В дальнейшем отряд Струтинских (51 партизан) присоединился к отряду Медведева. 28 октября 1942 года состоялась вторая встреча А. А. Лукина с Т. Боровцом-Бульбой, на которой присутствовали прибывший из Чехословакии редактор газеты «Самостійник» и «политический референт» из Берлина. В результате переговоров был установлен пароль для взаимной идентификации советских партизан и отрядов УПА-ПС. 11 ноября 1942 года на подготовленную посадочную площадку недалеко от деревни Ленчин был принят транспортный самолёт. Отряд получил грузы, а на «Большую Землю» были отправлены раненые и трофейные документы.
В начале декабря 1942 года на шоссе Ровно — Киев, недалеко от села Гощи группа из 20 партизан отряда под командованием Н. И. Кузнецова организовала «подвижную засаду». Были уничтожены две автомашины и 5 немцев, захвачены секретные документы, взяты в плен штабные офицеры — имперский советник связи подполковник Райс и майор Гаан, в ходе допроса которых было установлено местонахождение ставки Гитлера на Восточном фронте и подземного кабеля связи, соединявшего бункер «Вервольф» с Берлином. Позднее рота Александра Базанова уничтожила имение немецкого лейтенанта и спиртзавод в Зурно, а также бумажную фабрику в селении Моквин.
19 января 1943 года штаб отряда перешёл в село Рудня-Бобровская, которая стала «партизанской столицей», под контролем отряда оказался также Михалинский лесопильный завод. В соседних сёлах разместились партизанские группы. В ночь с 19 на 20 февраля 1943 года начались боевые действия УПА-ПС против советских партизан — на переправе у села Хотин около 30 «сечевиков» устроили засаду и атаковали разведывательную группу отряда «Победители» (23 партизана, имевших на вооружении 2 ручных пулемёта и 21 автомат). Нападавшие были разгромлены, потеряв 10 человек убитыми. Также были захвачены пленные, один ручной пулемёт, несколько автоматов и винтовок. После боя «медведевцы» прочесали село, были схвачены ещё несколько «сечевиков», а среди трофеев оказались винтовочные обрезы, топоры, вилы и даже сделанные из дерева макеты винтовок, окрашенные в тёмный цвет (с целью увеличить численность нападавших атаман «бульбовцев» мобилизовал местных жителей, однако настоящего оружия мобилизованным не предоставил).
Находясь в Сарненских лесах, отряд «Победители» по инициативе командира создал семейный лагерь, в котором из гетто спаслись 160 еврейских женщин, детей и стариков. Весной 1943 года разведчики отряда установили связь с действовавшей в Луцке подпольной группой, которой после гибели организаторов руководила П. И. Савельева. 22 марта 1943 года партизан отряда встретила группа из 22 красноармейцев (бывшие военнопленные, бежавшие из концентрационного лагеря во Владимире-Волынском через подкоп 12 марта 1943 года). Все они вступили в отряд. 30 марта 1943 года отряд начал переход из Сарненских лесов в Цуманские леса, во время марша партизаны уничтожили железнодорожный эшелон у станции Карачун. В это время в составе отряда имелось несколько боевых рот, штаб, кавалерийский взвод разведки, комендантское, сапёрное, санитарное и хозяйственное подразделения.
8 августа 1943 года на одном из хуторов в Бродовских лесах санитарка Наташа Богуславская, лейтенант Валентин Шевченко, бойцы Корень и Дроздов разоружили «сотню» УПА под командованием «Ворона». Они забрали со склада и вывезли на подводе три немецких автомата, один пистолет-пулемёт ППД, два ручных пулемёта ДП, один танковый пулемёт, немецкие и русские винтовки и боеприпасы. 12 августа 1943 года в результате операции был взорван усиленно охраняемый немцами железнодорожный мост через реку Горынь на железной дороге Здолбунов — Киев.
Гитлеровское командование неоднократно пыталось блокировать отряд «Победители». Но своим умелым руководством Д. Н. Медведев всегда добивался победы. Отряд также вёл борьбу против вооружённых формирований украинских националистов. Рота Льва Ермолина из состава отряда разгромила группу выпускников школы военных старшин и подстаршин УПА, захватив оружие и иные трофеи.
1 января 1944 года отряд получил приказ покинуть Ровенскую и Волынскую области и перебазироваться на территорию Львовской области. 13 января 1944 года отряд форсировал железную дорогу Киверцы — Ровно и двинулся в направлении Бродовского района. В это время отряд насчитывал штаб, три батальона, кавалерийский эскадрон и артиллерийский дивизион. Во время марша отряд вёл бои с вооружёнными формированиями украинских националистов, которые стремились воспрепятствовать продвижению партизан на запад. В селе Нивицы отряд вёл оборонительный бой с частями дивизии СС «Галичина».
Когда Красная Армия приступила к освобождению Украины, Д. Н. Медведев принял решение переместить отряд «Победители» в район Львова и оказать помощь наступающим войскам. В начале февраля 1944 года он получил приказ о выводе отряда в тыл Красной Армии. 5 февраля 1944 года основная часть отряда пересекла линию фронта, а оставшиеся продолжали выполнять боевые задачи до октября 1944 года. После этого отряд был расформирован.

## Личный состав
При формировании отряда в его состав вошли бывшие бойцы отряда № 4/70 «Митя» — разведывательно-диверсионного подразделения из состава ОМСБОН периода зимы 1941/1942 годов (Дарпек Абдраимов, Франц Наркевич, Григорий Волков, Филипп Куринной и др.), уже имевшие опыт партизанской деятельности.
- Комиссаром и начальником разведки отряда являлся С. Т. Стехов[30], заместителем начальника разведки отряда — Мария Фортус.
- Начальником медицинской части отряда был А. В. Цессарский[30].
- По своему составу, отряд «Победители» был интернациональным. В нём воевали представители почти тридцати национальностей: русские, украинцы, поляки, чехи, болгары, армяне, узбеки, белорусы, татары, евреи и представители других народов СССР[10], а также испанские интернационалисты: техник Ривас (инженер-авиастроитель по специальности, он ремонтировал оружие), боец Антонио Бланко[31], боец Ортунио Филиппе и разведчица-радистка Африка де Лас Эрас Гавилан («Патрия»)[32].
- Радисткой отряда была Мария Ких.
- Среди бойцов отряда были известные спортсмены: чемпион и рекордсмен СССР по бегу на коньках Анатолий Капчинский[1] и боксёр Н. Ф. Королёв.
- Пастаногов Константин Константинович[33] — бывший начальник 4 отдела УГБ УНКВД по НСО ЗСК СССР, лейтенант государственной безопасности СССР[34]
- Под руководством Николая Кузнецова в его группе работали Николай Гнидюк, Иван Приходько, Николай Струтинский (личный шофёр), Лидия Лисовская, Мария Микота, Валентина Довгер, Михаил Шевчук, Валентин Семенов и Ян Каминский[35].

## Результаты

### Боевые операции
На оккупированных территориях Ровенской и Львовской областей Украины, отряд «Победители» провёл 120 крупных боёв, в которых были ликвидированы до двух тысяч немецких солдат и офицеров, в том числе 11 генералов и высших государственных чиновников Третьего рейха (генерал-майор вермахта фон Ильген; оберфюрер СС, верховный судья рейхскомиссариата «Украина» А. Функ; советник министерства финансов Ганс Гель; вице-губернатор дистрикта Галиция Отто Бауэр и др.). Взорван 81 эшелон с живой силой и техникой.

### Организационная деятельность
За период своей деятельности отряд «Победители» создал 10 новых партизанских отрядов.

### Разведывательная деятельность
- Разведывательная деятельность являлась одним из основных направлений деятельности отряда, она началась с момента приземления, был создан специальный «банк информации», в который вносили поступающие сведения разведывательного характера, образцы документов, адреса учреждений оккупационной администрации и т. д.[38];
- По возвращении Д. Н. Медведев докладывал командованию: «Оперативная группа „Победители“ повседневно проводила огромную разведывательную работу, все добытые ею данные по радио сообщались командованию. К маю 1943 года разведывательной работой были охвачены Ровно, Здолбунов, Луцк, Ковель, Сарны, Ракитное, Костополь, Людвиполь, Березное и многие другие. С октября 1943 года разведка опергруппы охватила также Винницу, а в январе 1944 года — Львов»;
- Разведчик Н. И. Кузнецов получил информацию о подготовке немецкими спецслужбами покушения на руководителей стран «большой тройки» (Великобритании, СССР и США) во время Тегеранской конференции, через радиоцентр отряда информация была передана в Москву, что позволило предотвратить покушение[39].

### Агитация и пропаганда
В отряде выпускали газету «За победу», сводки Совинформбюро и листовки, которые распространяли среди населения. Также партизаны оказывали медицинскую помощь населению.

## Отражение в литературе и искусстве
- Д. Н. Медведев. «Это было под Ровно». —М.: Детгиз. 1948. 144 с.
- Д. Н. Медведев. «Сильные духом». —М.: Воениздат. 1951. 500 с.
- «Подвиг разведчика» (фильм, 1947)
- «Сильные духом» (фильм, 1967)
- «Отряд специального назначения» (фильм, 1987)